# Puff, Puff, Pass
Puff, Puff, Pass é um filme americano de comédia, que foi lançado em 2006. O filme foi dirigido por Mekhi Phifer e foi filmado em Los Angeles, California, EUA.

## Sinopse
Dois viciados azarados, Rico (Ronnie Warner) e Larry (Danny Masterson), são despejados do apartamento em que vivem e acabam sendo internados numa clínica de reabilitação. Assim que deixam o local, envolvem-se em um esquema para roubar um grande criminoso chamado Big Daddy (Mekhi Phifer).

## Elenco
- Ronnie Warner - Rico
- Danny Masterson - Larry
- Mekhi Phifer - Big Daddy
- Ashley Scott - Elise
- Terry Crews - Cold Crush
- Jason Stuart - Chet
- LaVan Davis - Otis Jenkins
- Constance Marie - Montana
- Lindsay Hollister - Heather
- Kristen Miller - Aimee
- Jonathan Banks - Lance

## Ligações Externas
- Puff, Puff, Pass. no IMDb.